# 旧池田氏庭園
旧池田氏庭園（きゅういけだしていえん）は、秋田県大仙市高梨にある明治時代後期 - 大正時代作庭の日本庭園。当地の旧家で大地主であった池田家の庭園である。2004年（平成16年）2月27日に国の名勝に指定された。

## 池田家の歴史
家伝によれば、池田家は中世末期から近世初期に摂津国からこの地に土着・帰農した武士・池田孫左衛門を始祖とするとされ、10代まで代々「孫左衛門」を世襲した。近世には高梨村の長百姓や親郷肝煎などを務め、近代には戦前まで村長を務め、東北三大地主の1つに数えられた豪農で、明治時代から第二次世界大戦後の農地解放まで秋田県の政治・経済・文化に大きな功績をのこした素封家である。

### 江戸時代の池田家
18世紀中ごろ、高梨村肝煎孫左衛門（池田家）の記述によれば、文化期頃に名字許可される。
11代池田文八郎（1818 - 1880）は親郷肝煎を務め、倹約家で一時期傾きかけていた池田家の経営を立て直し、地主としての土台を築き上げたことから池田家中興の祖とされている。

### 近代の池田家
池田家は幕末頃から明治初期にかけて在村地主に成長する。明治9年（1876年）には耕地約300町歩（水田9割畑1割）と山林原野を所有していた。明治10年代には約500町歩の耕地を有する。東北三大地主までの成長過程といった細かなルーツに関しては、今後の研究が待たれる。
12代池田甚之助【弘化2年（1845年） - 明治34年（1901年）】は秋田県選出の最初の貴族院議員。秋田銀行初代頭取を務め、地域の政治経済発展に尽力した。貴族院議員を1期務めたのち、明治22年の市町村制施行により初代高梨村長に選出される。
13代池田文太郎【明治元年（1868年 - 昭和2年（1927年）】は甚之助の後を継ぎ、第2代高梨村長に就任する。大正13年には耕地1,046町歩を所有し、池田家の最盛期を築く。私財を投じることで、小作人や使用人の福利厚生に資するような社会資本の整備や社会福祉、教育向上に尽力した。
14代池田文一郎【明治26年（1893年） - 昭和18年（1943年）】庭園内に私設公開図書館（洋館）を建設するなど、地域の青少年教育と地域の文化的向上に尽力した。
秋田県立秋田図書館大曲分館長を務める。昭和5年（1930年）池田家による物的・経済的支援などによって、払田柵の発掘調査が開始された。払田柵は昭和6年（1931年）、秋田県内では初めて国の史跡に指定された。

## 旧池田氏庭園の構成

### 概要[1]
旧池田氏庭園は仙北平野のほぼ中央部に位置し、約4haの敷地は東に奥羽山脈、西に神宮寺岳、南西に鳥海山を遠く臨む広大な田園地帯に囲まれている。
約42,000平方メートル（12,700坪）の広大な敷地は、池田氏の家紋にならって亀甲の平面形を呈しており、周囲は石垣を伴う堀と土塁で区画される。仙北平野を特徴づける屋敷林をともなう散居でもとりわけ傑出した景観を有している。庭園は明治29年（1896年）の陸羽地震により家屋が倒壊したのを機会に耕地整理事業と併せて所有地を集約し、大正時代にかけて、後に近代造園の祖と呼ばれた造園家長岡安平により造られた貴重な文化財であり、観賞上の価値だけでなく、学術的な価値もきわめて高い。
池泉廻遊式の庭園や笠の直径が約4メートルもある巨大な雪見灯籠、1922年（大正11年）竣工の洋館（私設図書館）を配している。現在、過去の地震で倒壊した高さ4.8メートルの石造五重層塔も復元されている。

### 正門[2]

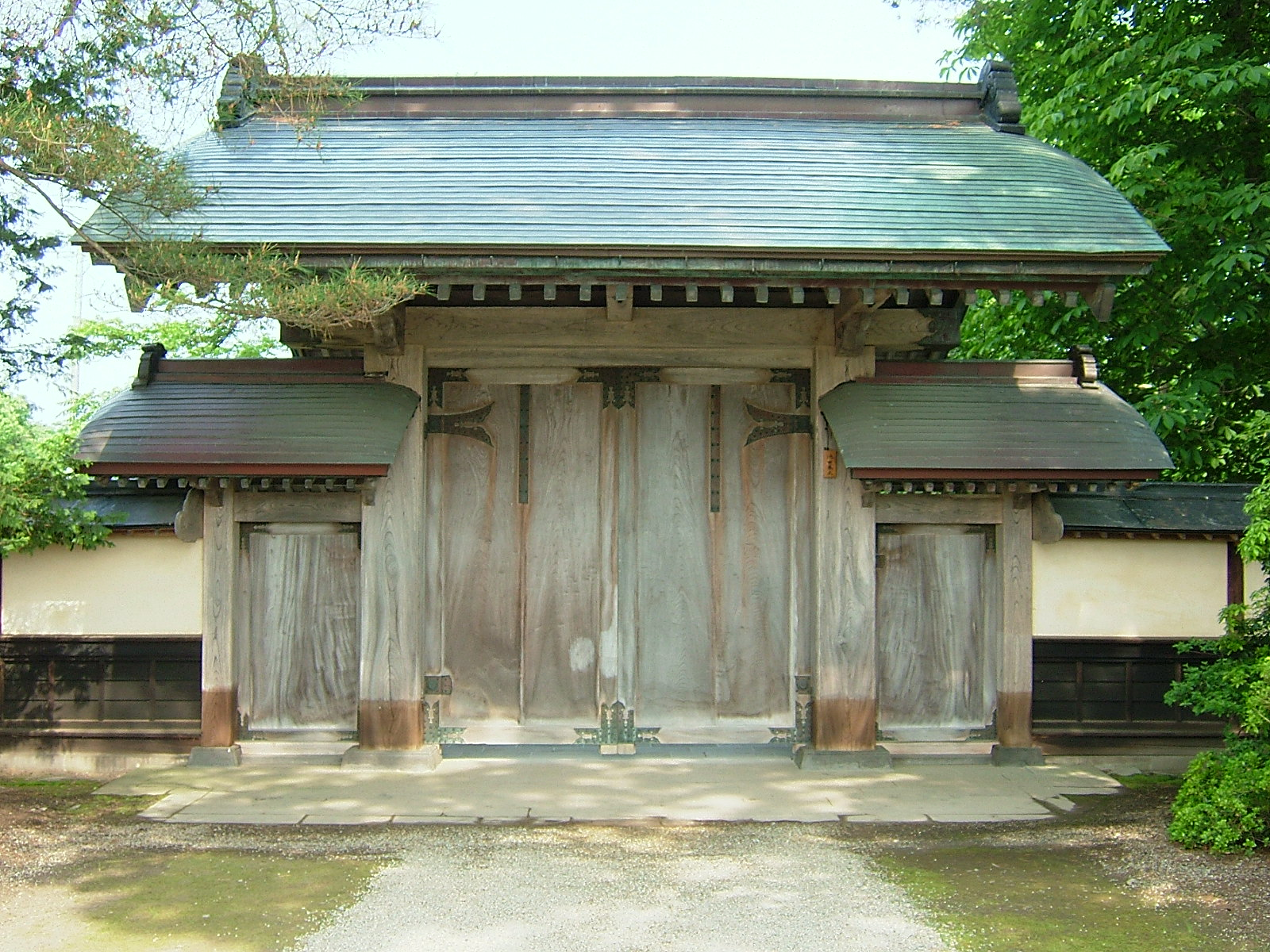
正門：画像提供 大仙市

形式は薬医門である。親柱の寸法470×350㎜、控え柱の寸法235×235㎜の太さをもつ大型の門である。
冠木 - 化粧棟木間は両端および中央に束（木鼻付）、その間、左右に雲水の台座をもつ池田家の家紋である「亀甲桔梗」の彫物が入っている。門の両側にさらに脇口を構えるなど、大資産家の正門としての重厚さ、格式をよく表している。

### 雪見灯籠

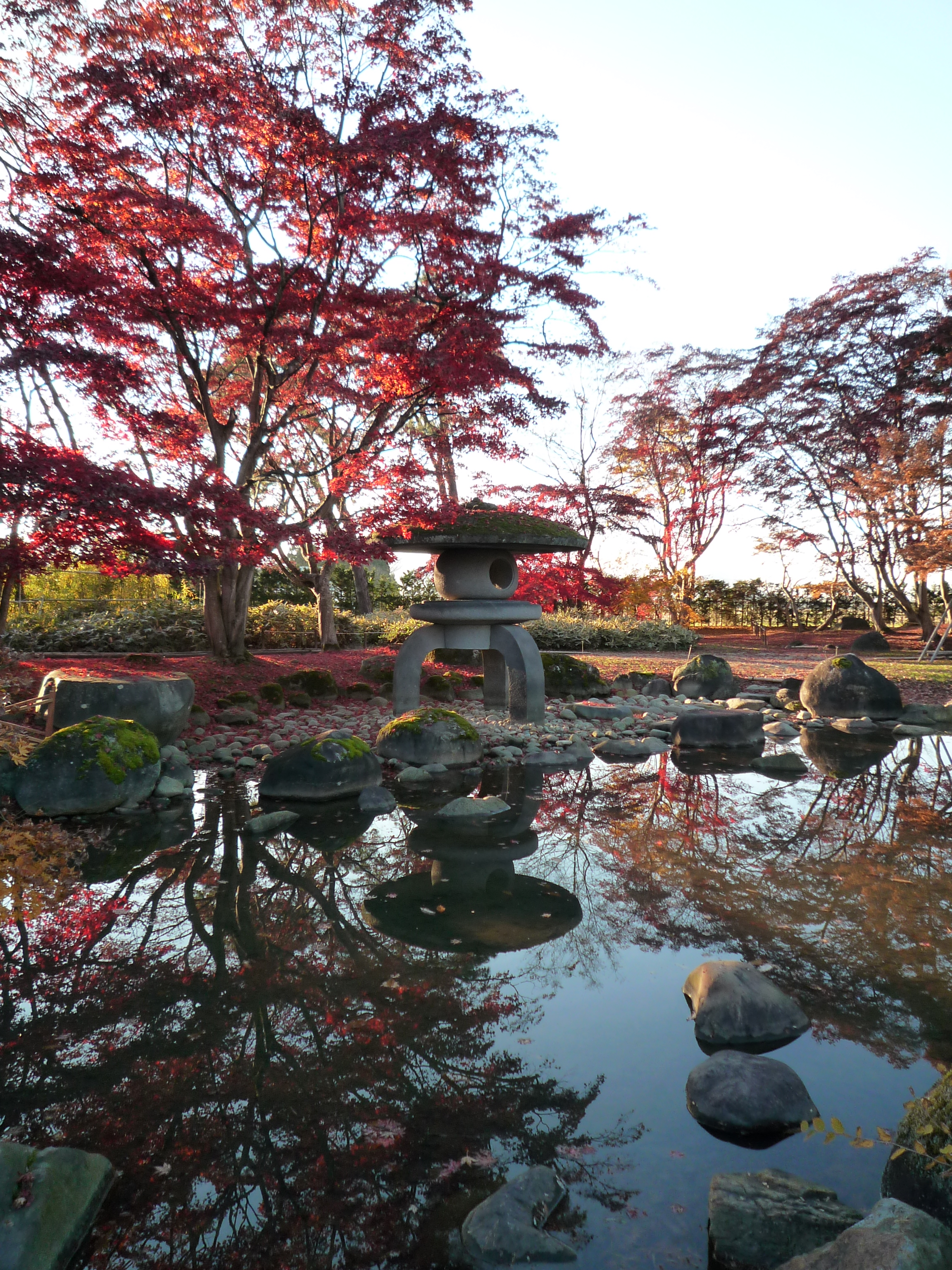
雪見灯籠：画像提供 大仙市

旧池田氏庭園内部には雪見灯籠が配置されている。江戸型三本足雪見灯籠に分類され、高さ、笠の直径ともに4mの巨大な灯籠である。
この灯籠は、見る角度によって2本足に見えたり、火袋部分の形が見る角度によって変化したりと景観と調和するような多彩な表情を見せる。
灯籠の石は男鹿石（寒風石）であり、男鹿半島から搬出した石と考えられ、この石を搬出した資料がいくつか見つかっており、詳細については今後の調査が待たれる。池田氏邸内で保存されている巨大なソリで灯籠の石や庭園の景石を運んだものと考えられる。

### 庭園周辺を囲む木々[3]
| モミジ             | オニグルミ   | ソメイヨシノ | ノムラモミジ（赤） | サワラ         |
| タラノキ           | ヒバ         | モミ         | トチノキ           | モミジ（緑）   |
| アカマツ           | ケヤキ       | ハリギリ     | スギ               | ヤマグワ       |
| ドウダンツツジ     | イトヒバ     | ヨシノザクラ | ハリエンジュ       | イロハモミジ   |
| ウワミズザクラ     | ヤマウルシ   | ヤマグワ     | ノムラモミジ       | ヤマウルシ     |
| カキ               | コウヤマキ   | カリン       | カヤ               | ミズキ         |
| ツバキ             | ナラガシワ   | サンショウ   | グミ               | タラノキ（緑） |
| ヒュウガミズキ     | マルバゴマギ | ヒバ         | アセビ             | イソノキ       |
| リュウキュウツツジ | サクラ       | ハリエンジュ | ハリギリ           | スモモ         |

### 洋館（私設図書館）

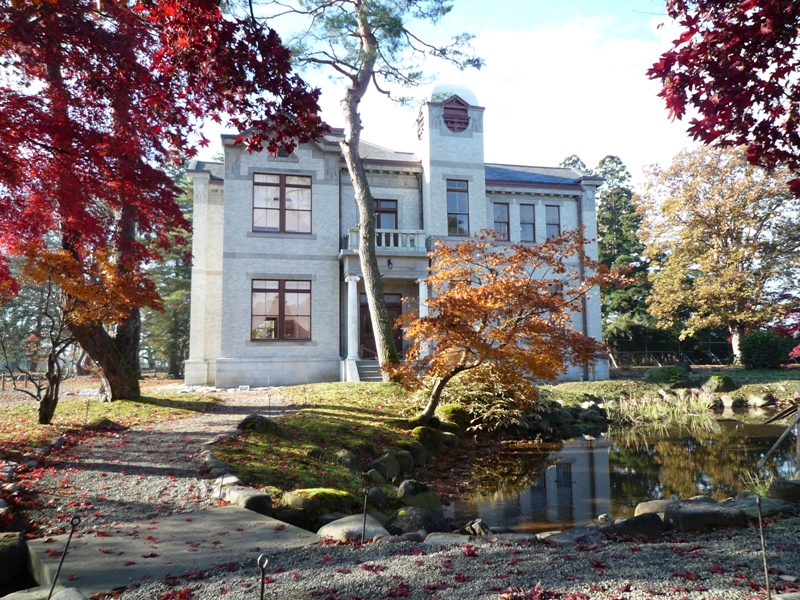
洋館（私設図書館）：画像提供 大仙市

THE EARLY SPRING（早春）：画像提供 大仙市

THE ISPHAHAN（唐花）：画像提供 大仙市

今村敬輔が設計したこの洋館は、大正11年（1922年）の竣工で、秋田県内で最初の鉄筋コンクリート造建築物である。2017年に「旧池田家住宅洋館」の名称で国の重要文化財に指定された。2022年12月12日、 秋田県の「未来に伝えたい秋田のインフラ50選」に「国指定名勝 旧池田氏庭園内洋館（建築物）」が選出された。
外壁は白磁のタイル張りで、御影石の基壇がめぐり、車寄せの柱には国外から取り寄せたと言われる白色大理石が使われている。洋館内の随所にシャンデリアがきらめき、貴重な高級壁紙金唐革紙が部屋を彩る、ルネサンス様式を取り入れた洋館である。

#### 設計仕様[6]
- 構造/鉄筋コンクリート造2階立て
- 屋根構造/切妻屋根 銅板一文字葺
- 屋根小屋組/キングポストトラス形式
- 基礎/御影石基壇取り回し
- 外壁/白磁タイル張り
- 内装/漆喰および金唐革紙仕上げ
- 建築面積/151.9m2
- 高さ/11.7m
- 部屋数/7室
- 竣工/大正11年（1922年）（着工 大正9年）

#### 内装

##### 壁紙
金唐革紙参照。
- 1階 食堂兼音楽室「THE EARLY SPRING（早春）」
- 2階 食堂「THE ISPHAHAN（唐花）」

##### 床材
リノリウム（1階食堂兼音楽室、2階食堂他）

##### 建具
洋館で使用されている材木は、外回り建具などにはヒバ、内装造作等にはヒノキなどが使用されている。一方、華麗で豪華な洋館の天井や建具ドア、腰高の壁などには洋館創建当時の高級建材であるベニヤが使われている。

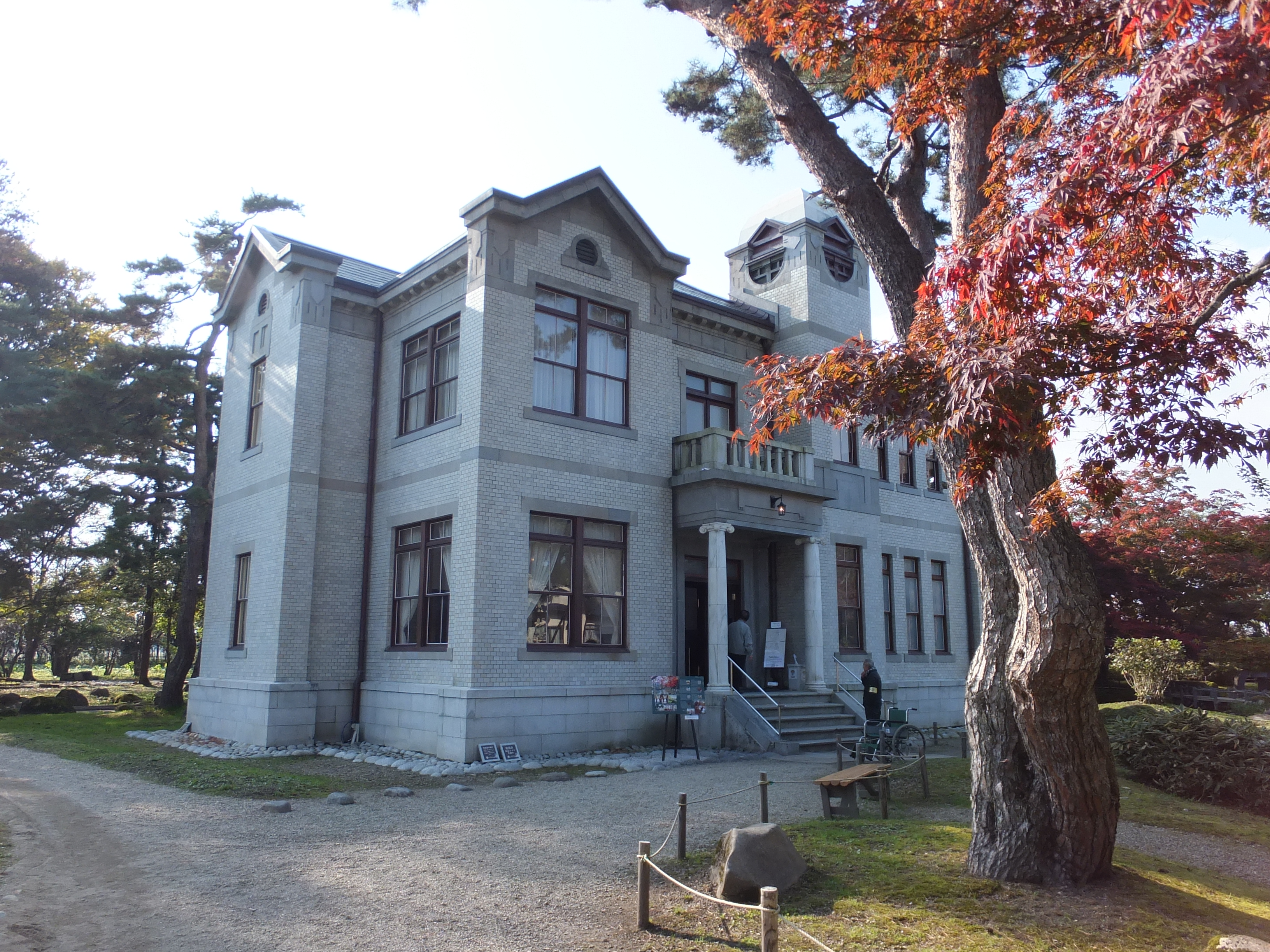
洋館外観
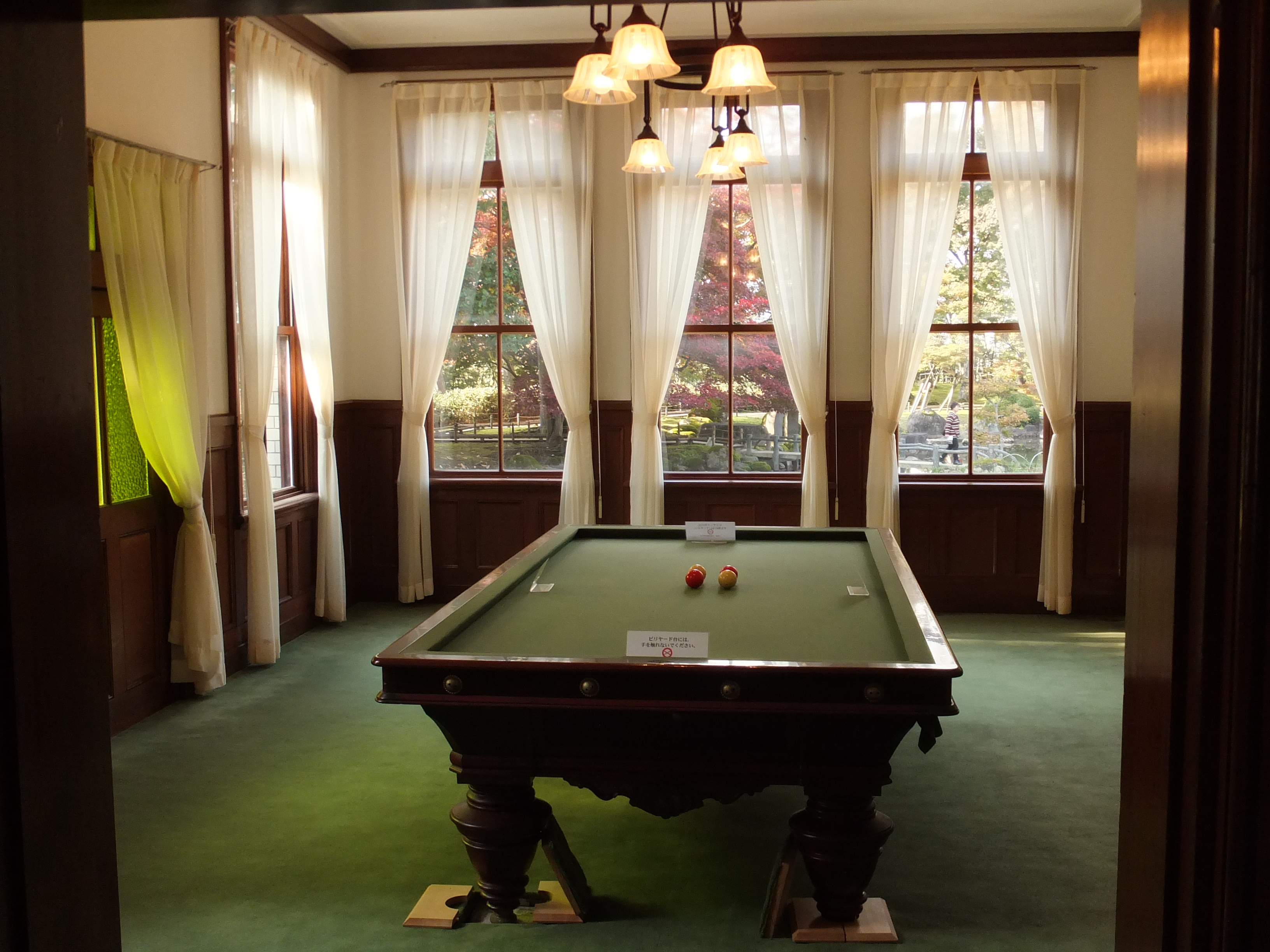
1階玉突室
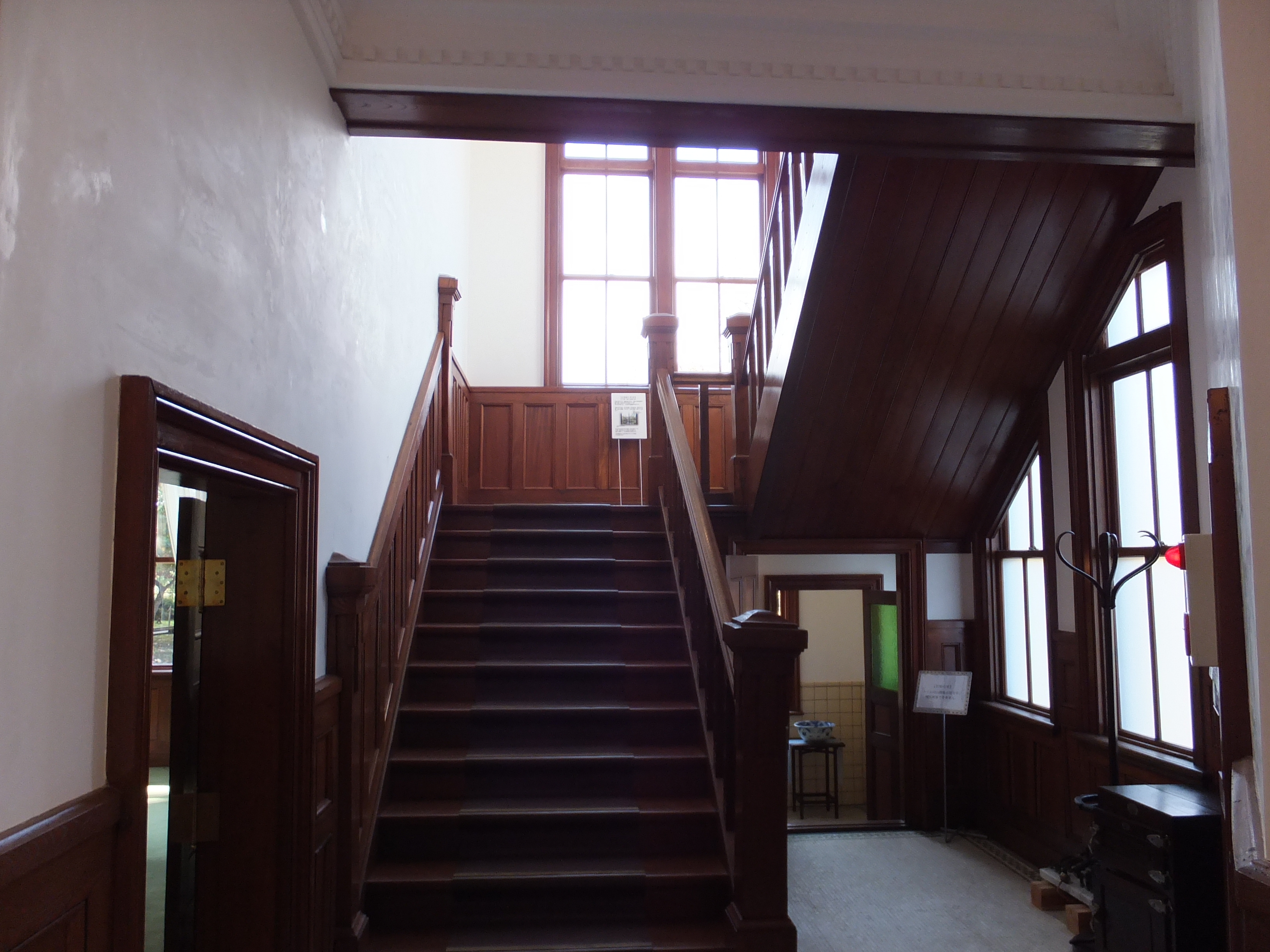
階段室

## 払田分家庭園
払田分家庭園（ほったぶんけていえん）は明治41年 (1908年) に13代池田文太郎の弟・禮冶（礼治）（1872 - 1943）が真山丘陵の麓に分家した際の邸宅と庭園であり、明治末に実施された高梨村耕地整理と同時期に造営された。本家庭園と同様に亀甲形平面の敷地で、池泉回遊式庭園であるが、旧主屋から真山を望む意匠構成は本家庭園と異なる。
この庭園も長岡安平の設計によるもので、庭園設計図が現存し、池田家事務所日誌には造園の様子が記されている。
分家庭園は無料で常時一般公開されている。

## 沿革

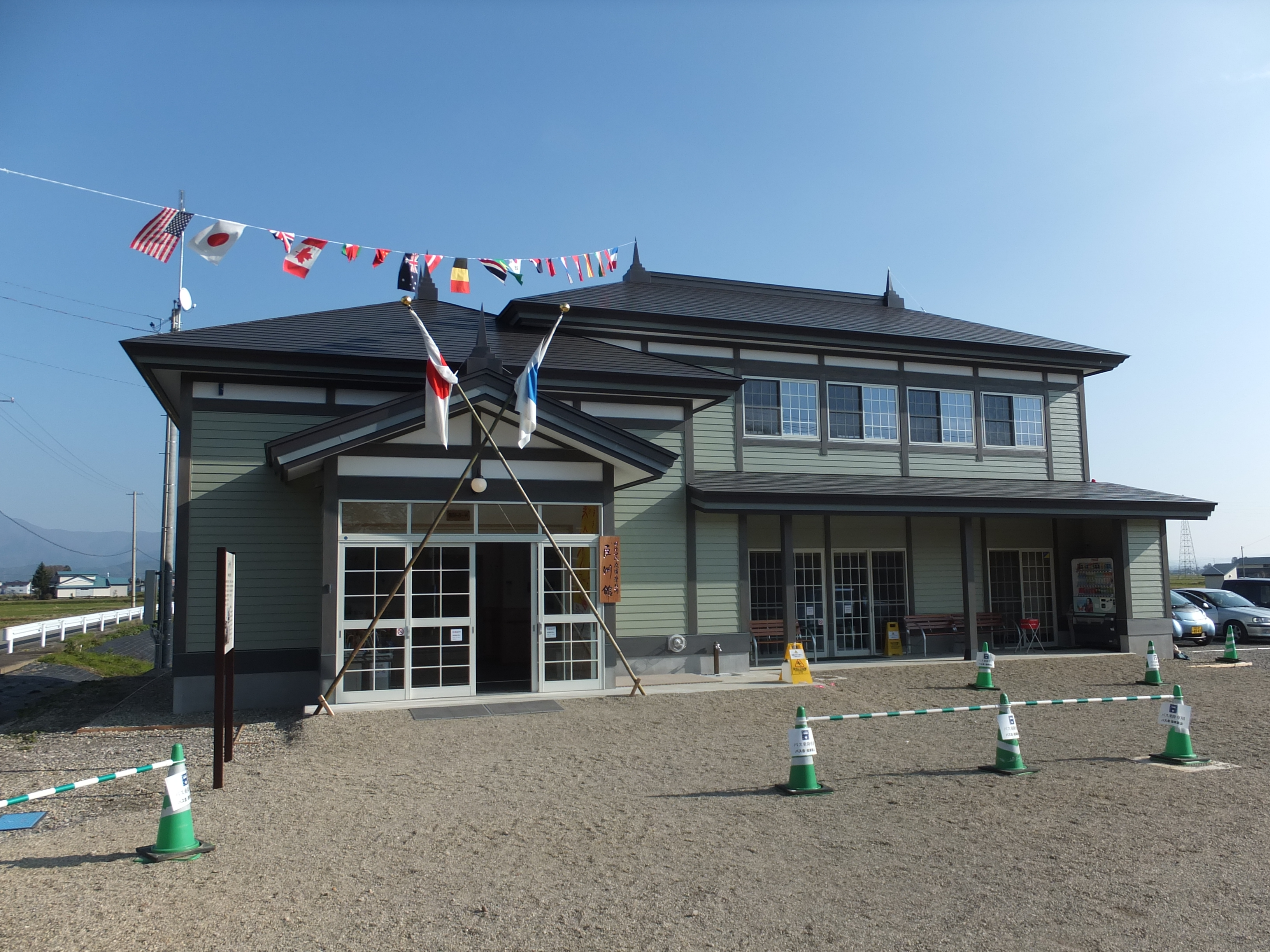
観光案内所「巨洲館」（おおしまかん）

- 2004年（平成16年）2月27日 - 「池田氏庭園」として、国の名勝に指定される。
- 2007年（平成19年）
  - 8月29日 - 洋館の修復作業も人数限定で見学会を行った。
  - 11月2日 - 池田家当主より、土地や建物の大部分が大仙市に寄贈された。
- 2008年（平成20年）7月28日 - 池田家の払田分家庭園が名勝に追加指定され、指定名称が次のように変更される。
  - 池田氏庭園
    - 池田氏庭園
    - 旧池田氏（払田）庭園
- 2010年（平成22年）
  - 8月5日 - 一部が追加指定されるとともに、「旧池田氏庭園」と名称変更される。
  - 10月 - 旧池田氏庭園内にある洋館の修復工事が終了。
- 2012年（平成24年）6月1日 - 皇太子徳仁親王が第23回「みどりの愛護」のつどいに併せて、旧池田氏庭園（本家庭園）を視察。
- 2013年（平成25年）10月19日 - 庭園前の駐車場に案内所「巨洲館（おおしまかん）」がオープン、旧高梨村役場を模して建設された[7]。
- 2017年（平成29年）11月28日 - 洋館が「旧池田家住宅洋館」の名称で国の重要文化財に指定された[4]。
- 2018年（平成30年） - 当年度より、公開期間を5月から11月までの通年公開とする[8]。

## 大仙市主要文化財
- 国指定史跡　払田柵跡
- 国登録有形文化財　旧本郷家住宅
- 古四王神社（本殿は重要文化財）